# Minaret

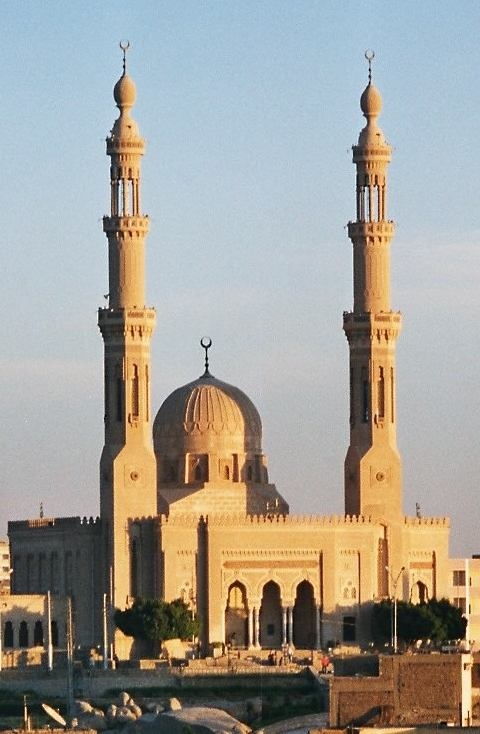
Mesquita a Assuan, Egipte, amb dos minarets.

Un minaret (del francès minaret i aquest del turc minare, pres de l'àrab منارة, manāra, que significa ‘far’) és un element arquitectònic distintiu de les mesquites islàmiques. Consisteix en una torre, normalment adossada a una mesquita i de la qual sobresurt, des d'on el muetzí realitza la crida a l'oració o àdhan. Les mesquites dels moviments islàmics més conservadors com el wahhabisme els consideren innecessaris.

## Funcions
La funció principal del minaret és proveir un punt elevat des d'on el muetzí pugui realitzar la crida a la pregària obligatòria o salat. Aquesta crida rep el nom, en àrab, d'àdhan, raó per la qual els minarets en àrab són anomenats màdhana. La crida per a la pregària es fa cinc cops al dia: a l'alba, migdia, mitja vesprada, vesprada i nit. A les mesquites més modernes, l'àdhan és fet des de la mussal·la, o sala d'oració, via micròfon pel sistema d'altaveus del minaret.
A nivell paisatgístic i simbòlic, el minaret ha esdevingut un senyal visual que identifica la comunitat musulmana.
Els minarets també funcionen com a sistemes d'aire condicionat: com que el sol escalfa la cúpula, l'aire és aspirat a través de les finestres obertes cap amunt i fora del minaret, proporcionant així una ventilació natural.